# Ward Van Orman
Ward Tunte Van Orman (ur. 2 września 1894 w Lorain, zm. 11 marca 1978) – amerykański inżynier, wynalazca i pilot balonowy. Zatrudniony w Goodyear Tyre and Rubber Company, był autorem wielu wynalazków, między innymi  nadmuchiwanej łodzi ratunkowej Goodyeara i samouszczelniającego się zbiornika paliwa. Jako zawodnik Van Orman pięciokrotnie zwyciężał w krajowych wyścigach balonów (w tym pierwszego w historii Trofeum Litchfielda) ufundowane przez Paula Litchfielda z Goodyeara w 1925 roku, uczestniczył dziesięciokrotnie w  zawodach Pucharu Gordona Bennetta i trzykrotnie je wygrał (1926, 1929, 1930).

## Życiorys
Urodził się w Lorain w Ohio. Od dzieciństwa interesował się techniką. Studiował w Case School of Applied Science (obecnie Case School of Engineering) i po jej ukończeniu w 1917 roku rozpoczął pracę w firmie Goodyear w Akron. W 1921 roku opracował pierwszy wynalazek szczelnej pokrywy do zbiorników z benzyną, który opatentował w 1928 roku, a następnie rozszerzył,  projektując samouszczelniające się zbiorniki paliwa. Do 1962 roku Van Orman pracował w Goodyear. Opracowywał modyfikacje zarówno zbiorników paliwa, wynalazł wodoodporne tkaniny na skafandry do nurkowania oraz hermetyczne zamki do kombinezonów ciśnieniowych.  Po przejściu na emeryturę Van Orman podróżował po kraju jako mówca motywacyjny, czasem latając balonami na gorące powietrze. Był aktywny aż do ostatniego roku życia. Zmarł na udar w 1978 roku i został pochowany na cmentarzu Rose Hill w Akron w stanie Ohio.

### Pilot balonowy
W 1918 roku zdobył licencję pilota balonowego i  pilota sterowca. Po raz pierwszy reprezentował USA w Pucharze Gordona Bennetta w 1921 roku. Uczestniczył w dziesięciu zawodach. W zmaganiach towarzyszyli mu: W.P. Seiberling (1921), Walter W. Morton (1922, 1926, 1927, 1928), Herbert Thaden (1924), Carl K. Wollam (1924, 1925), A.L. MacCracken (1929) i Frank Trotter (1933).

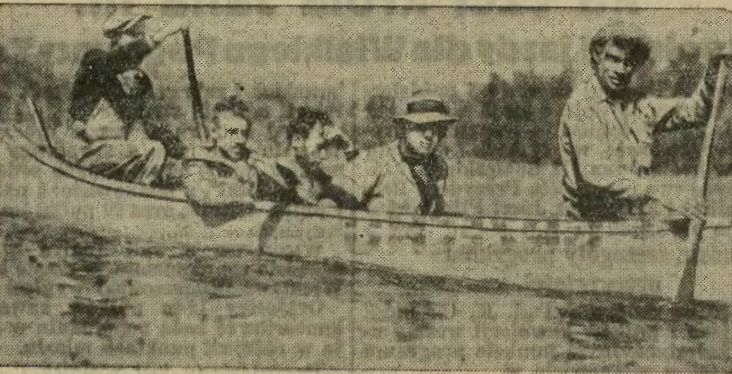
Puchar Gordona Bennetta w 1933 roku. Zaginiona załoga amerykańskiego balonu Goodyear IX po odnalezieniu w kanadyjskiej puszczy wraca do domu.

W 1925 roku podczas Pucharu Gordona Bennetta  Van Orman jako pierwszy na świecie wykonał nocne awaryjne lądowanie balonu na pełnym morzu, gdy wylądował na pokładzie parowca. Zawody rozpoczęły się w Brukseli 9 czerwca 1925 roku. Balon Omana Goodyear III początkowo przemieszczał się nad Francją w kierunku Hiszpanii, ale potem wiatr zmienił się i popchnął go w kierunku Oceanu Atlantyckiego. Van Orman po zauważeniu świateł nawigacyjnych statku Vaterland przekazał kapitanowi prośbę o zgodę na lądowanie za pomocą alfabetu Morse’a, używając do tego latarki i bezpiecznie wylądował na przednim pokładzie. Pomimo że jego lot był najdłuższy, został zdyskwalifikowany, ponieważ zgodnie z regulaminem zwycięzca musiał lądować na lądzie. W 1926 roku Van Orman wybrał nowego partnera Waltera Mortona, z którym łatwo wygrał zawody krajowe, uzyskując kwalifikację do startu w Pucharze Gordona Bennetta. Następnie wygrali zawody dzięki przelotowi z Antwerpii do Solvesborg w Szwecji. W 1927 roku podczas zawodów w Detroit zajęli trzecie miejsce.
Kolejne zawody krajowe kwalifikujące do Pucharu rozpoczęły się 30 maja 1928 w Pittsburghu i miały dramatyczny przebieg. Piorun uderzył w trzy balony, w tym w balon Van Omana, w wyniku czego gaz zapalił się. Van Oman spadł w koszu balonu z wysokości 3 tysięcy stóp z pozostałościami powłoki jako spadochronem. Przeżył upadek, ale jego partner Morton zginął.
Podczas zawodów w 1933 roku jego balon wylądował  w głębi kanadyjskiej puszczy. Van Oman i jego partner musieli kilka dni wędrować do terenów zamieszkanych. Gdy w końcu dotarli do linii telefonicznej, przecięli ją, licząc na przybycie ekipy remontowej. Po tym incydencie Van Orman, jako samotny rodzic (jego pierwsza żona zmarła w 1932 roku), porzucił na zawsze wyścigi balonowe.

## Życie prywatne
Podczas studiów ożenił się z Edith Lucille Black. Jego żona zmarła w 1932 roku. Mieli trójkę dzieci: Edith, Warda i Jima. W 1978 roku została wydana jego autobiografia The Wizard of the Winds.

## Hall of Fame
Od 1994 roku FAI tworzy CIA International Balloon and Airship Hall of Fame (Międzynarodową Galerię Sław Balonów i Sterowców). Początkowo współpracowało z Muzeum w Dakocie Południowej, a od 2004 roku z Anderson Abruzzo International Balloon Museum Foundation w Albuquerque w Nowym Meksyku. W 2013 roku wnuk Van Ormana Rick Dunn zgłosił jego kandydaturę. Ward Van Orman nominację w 2018 roku.